# Trnavské mýto

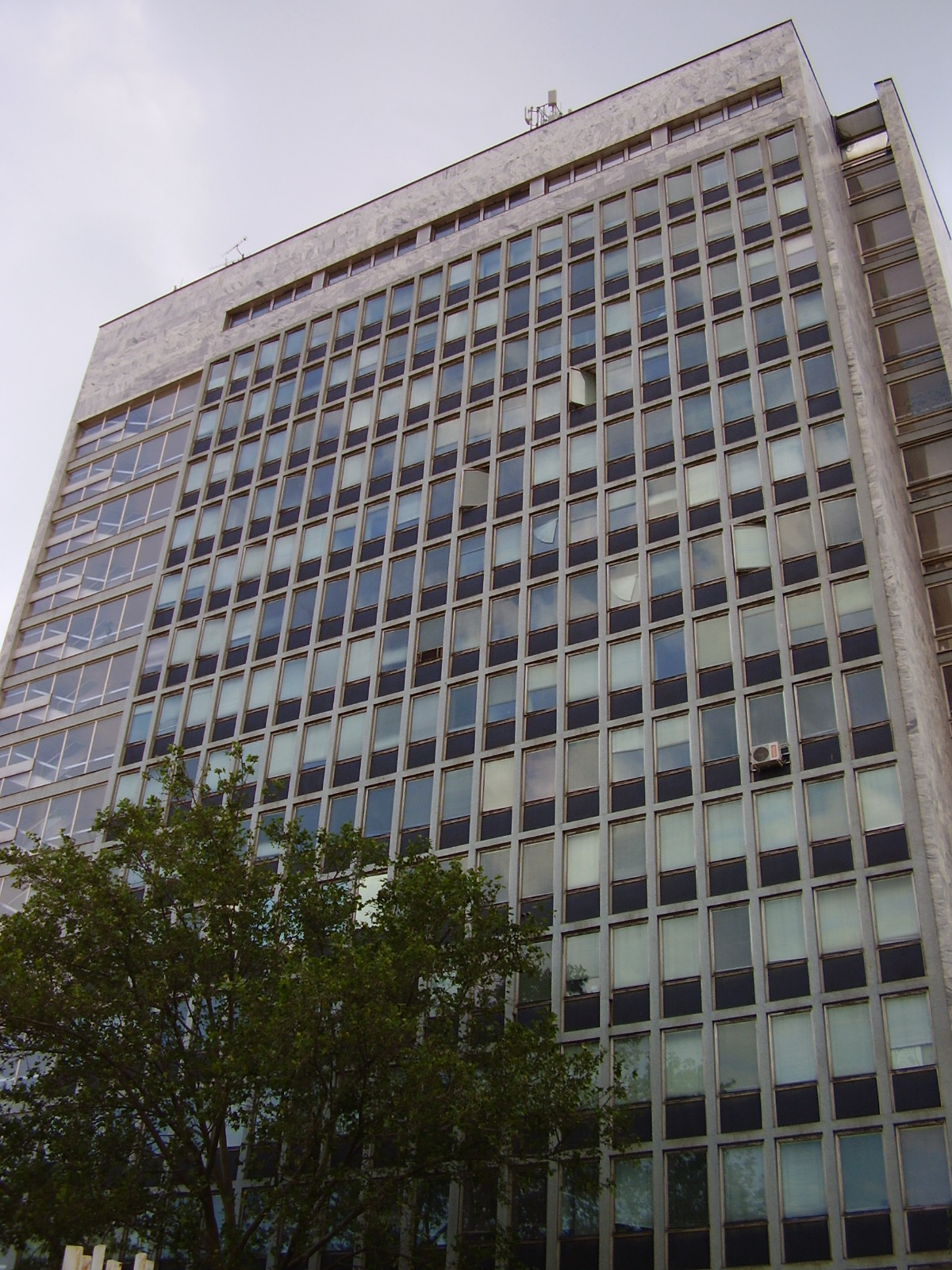
Istropolis

Trnavské mýto (německy Tyrnauer Maut), v minulosti Námestie Františka Zupku, je důležitý dopravní uzel a křižovatka v Bratislavě v městské čtvrti Nové Mesto.
Kdysi se tu nacházelo tržiště, které bylo v 60. letech 20. století v důsledku plánované výstavby přesunuto na Miletičovu ulici. Nachází se tu náměstí, na kterém je Dům odborů Istropolis, na druhé straně nová tržnice. Přes Trnavské mýto prochází tramvajová trať na Vajnorskou, Miletičovu a Křížnou ulici z centra města a trolejbusová trať z Miletičovy ulice do centra.

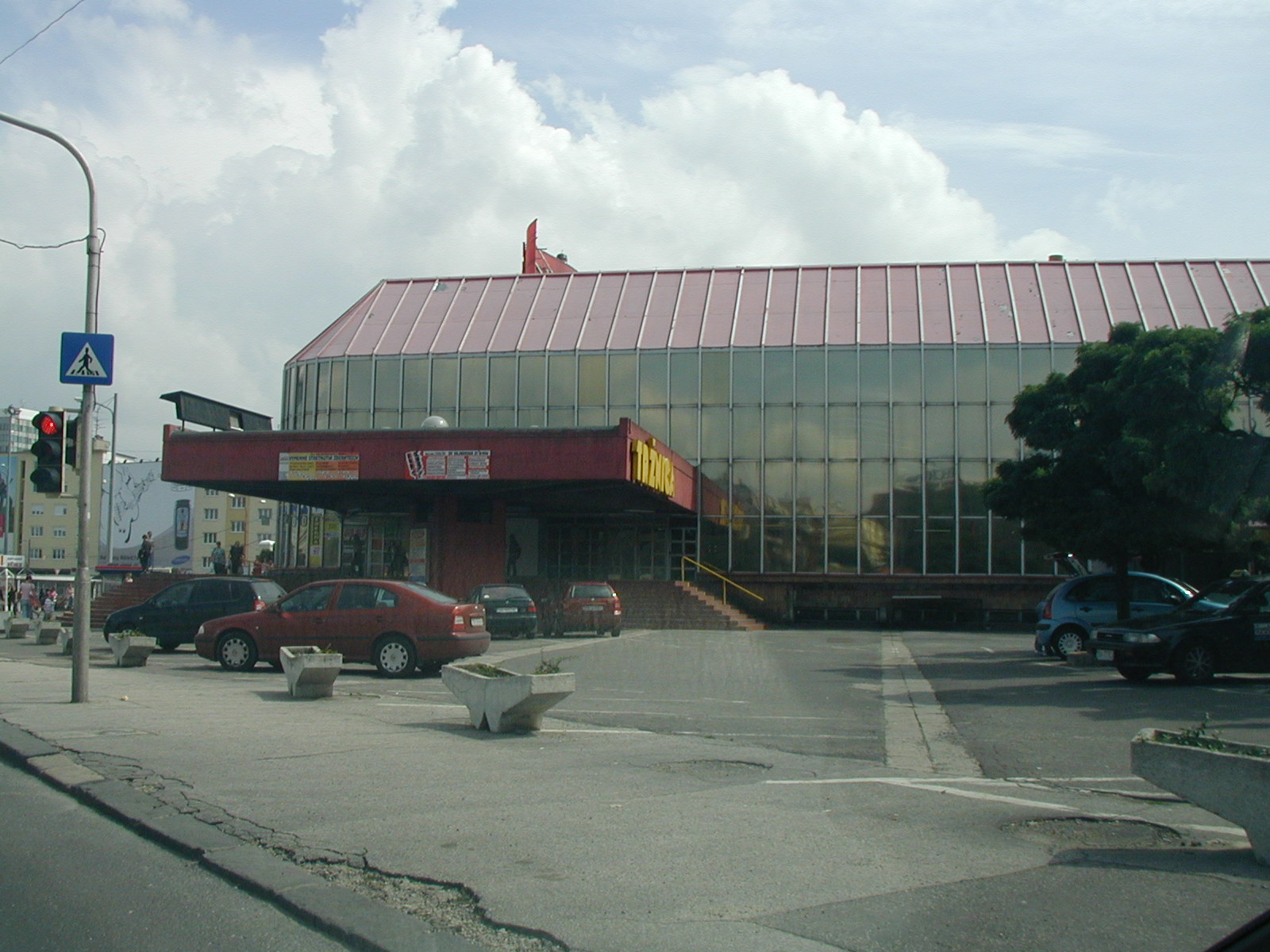
Tržnice
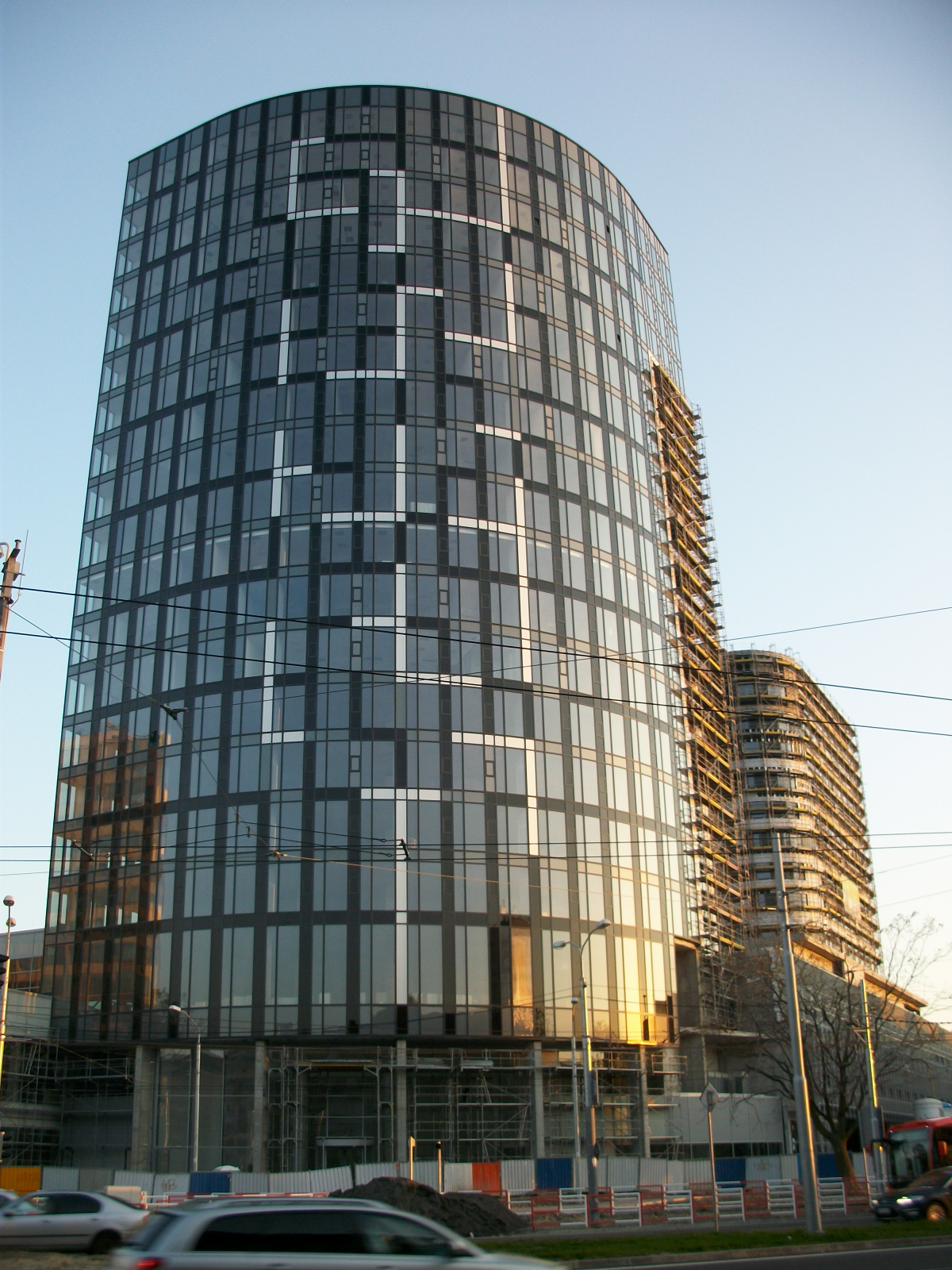
Centrál
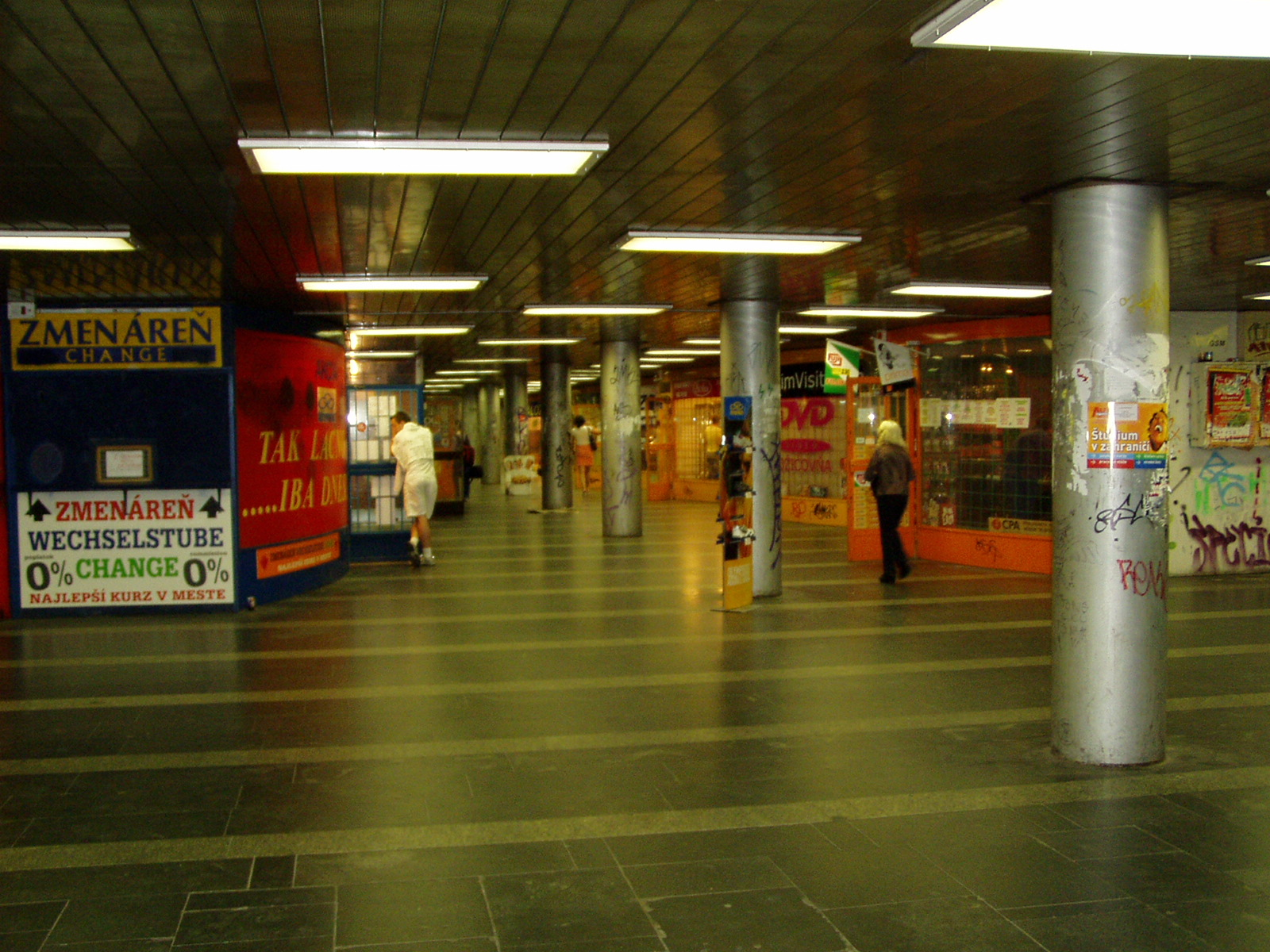
Podchod pod Trnavským mýtem